# Wilhelm Schmitz (Kaufmann)

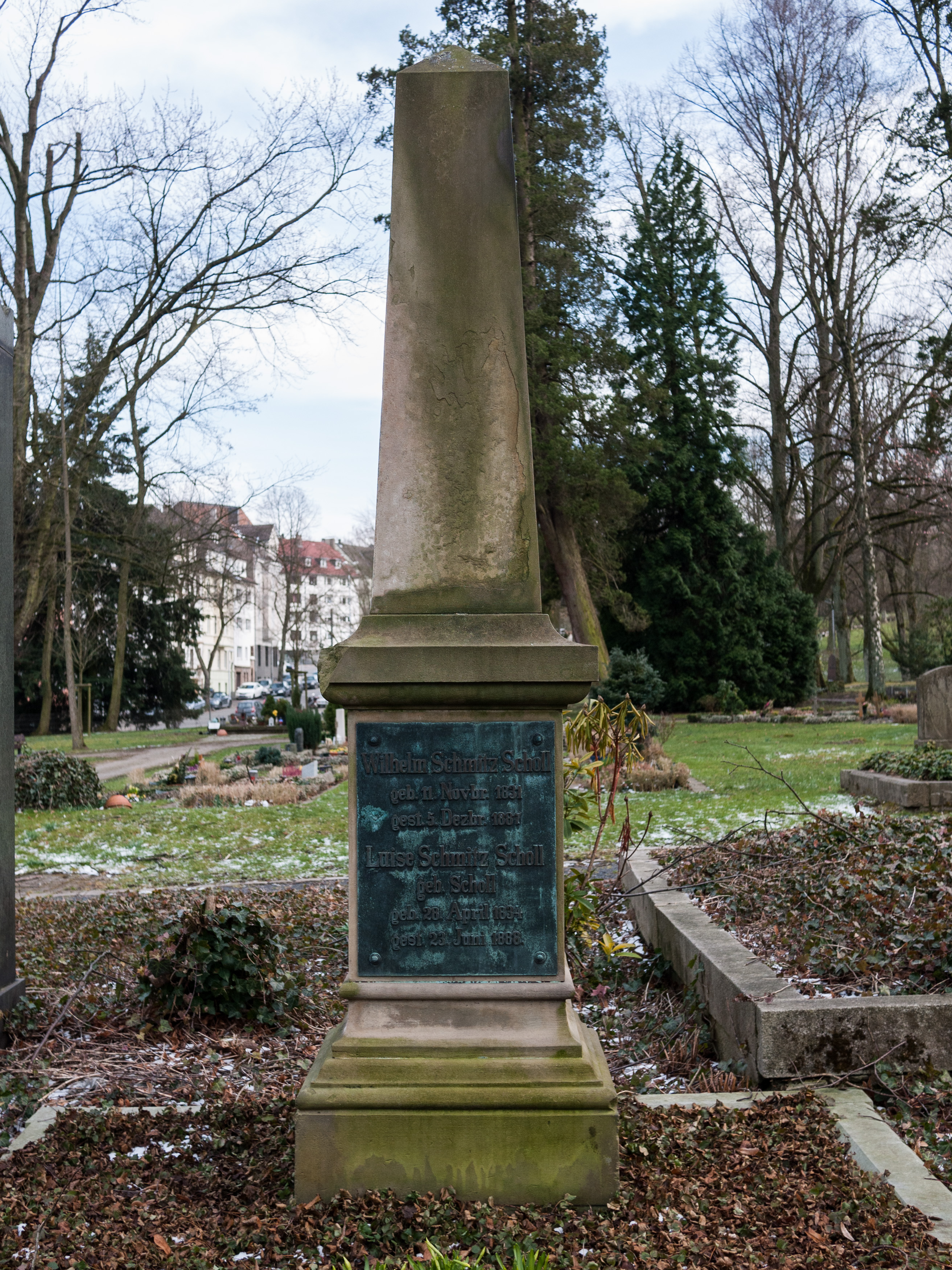
Grabmal auf dem Altstadtfriedhof Mülheim

Wilhelm Schmitz (später: Schmitz-Scholl) (* 11. November 1831 in Mülheim an der Ruhr; † 5. Dezember 1887 ebenda) war ein deutscher Kaufmann und gilt als Gründer der Unternehmensgruppe Tengelmann.

## Leben und Wirken
Wilhelm Schmitz – auch bekannt als Wilhelm Schmitz-Scholl – wurde 1831 als Sohn des Mülheimer Tuchhändlers Wilhelmus Schmitz (1773–1849) und seiner Frau Gertraud aus den Hesseln (1803–1874) geboren. Mit fünfzehn Jahren absolvierte er eine Lehre in einer Kolonialwarenhandlung, deren Inhaber Johann Wilhelm Meininghaus (1790–1869) ihn später zu einem seiner Nachfolger bestimmte. Ab 1856 führte er das Geschäft mit Ludwig Lindgens als finanziellem Teilhaber unter der Firma „Wilh. Schmitz & Lindgens“. Wilhelm Schmitz wohnte mit seiner Familie und Ludwig Lindgens unter einem Dach in der Ruhrstr. 3, unmittelbar am Innenstadtpark Ruhranlage in Mülheim. Ende 1866 zog sich sein Mitgesellschafter zurück, und ab dem 1. Januar 1867 führte er das Unternehmen unter dem Firmennamen „Wilh. Schmitz-Scholl“ allein weiter. Zur besseren Unterscheidbarkeit hatte er seinem eigenen Namen den Geburtsnamen seiner Frau Louise geb. Scholl angefügt. Schmitz-Scholl sollte ab der nächsten Generation zum Familiennamen werden.

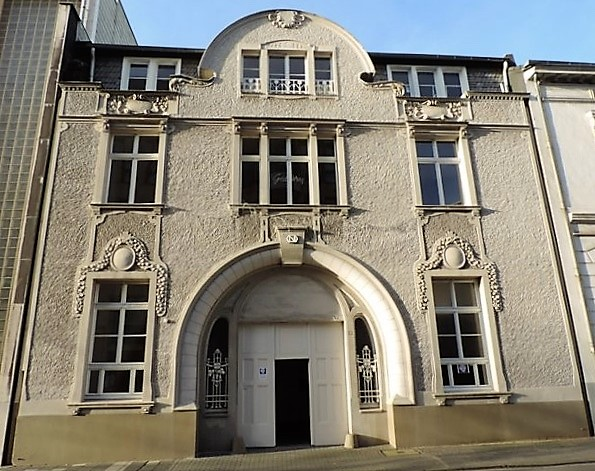
Villa Schmitz-Scholl, in der Ruhrstraße 3 in Mülheim

Wilhelm Schmitz handelte vor allem mit Kaffee, Tee und Kakao. Nachdem Josef Kaiser (siehe Kaiser’s Tengelmann) 1880 begonnen hatte, Kaffee industriell zu rösten, statt wie damals üblich grün zu verkaufen, folgte auch 1882 Wilhelm Schmitz.
Bei einem Kutschenunfall wurde seine Frau im Jahre 1886 schwer verletzt, was dem herzkranken Kaufmann schwer zusetzte. 1887 starb er wenige Monate vor seiner Frau.
Von da an führte sein Sohn Karl Schmitz-Scholl das Unternehmen weiter, welcher nun unter der Firma „Tengelmann’s Kaffee-Geschäft“ – der Name stammte vom Prokuristen der Unternehmung Emil Tengelmann – ein Filialnetz über ganz Deutschland aufbaute. Die heutige Unternehmensgruppe Tengelmann wird seit April 2018 von in fünfter Generation von Schmitz’ Nachkommen Christian W. E. Haub geleitet.

## Ehe und Nachkommen
Aus der Ehe mit Caroline Wilhelmine Luise Scholl (1834–1888) gingen fünf Kinder hervor:
- Bertha (1856–1922)
- Wilhelmine (1858–1912)
- Wilhelm (1861–1927)
- Hermann (1862–1942)
- Karl Friedrich (1868–1933)

## Weitere Quellen
- Neue Ruhr Zeitung v. 8. Februar 1992
- Stadtarchiv Mülheim an der Ruhr, Bestand 1550